# Sundsvalls museum

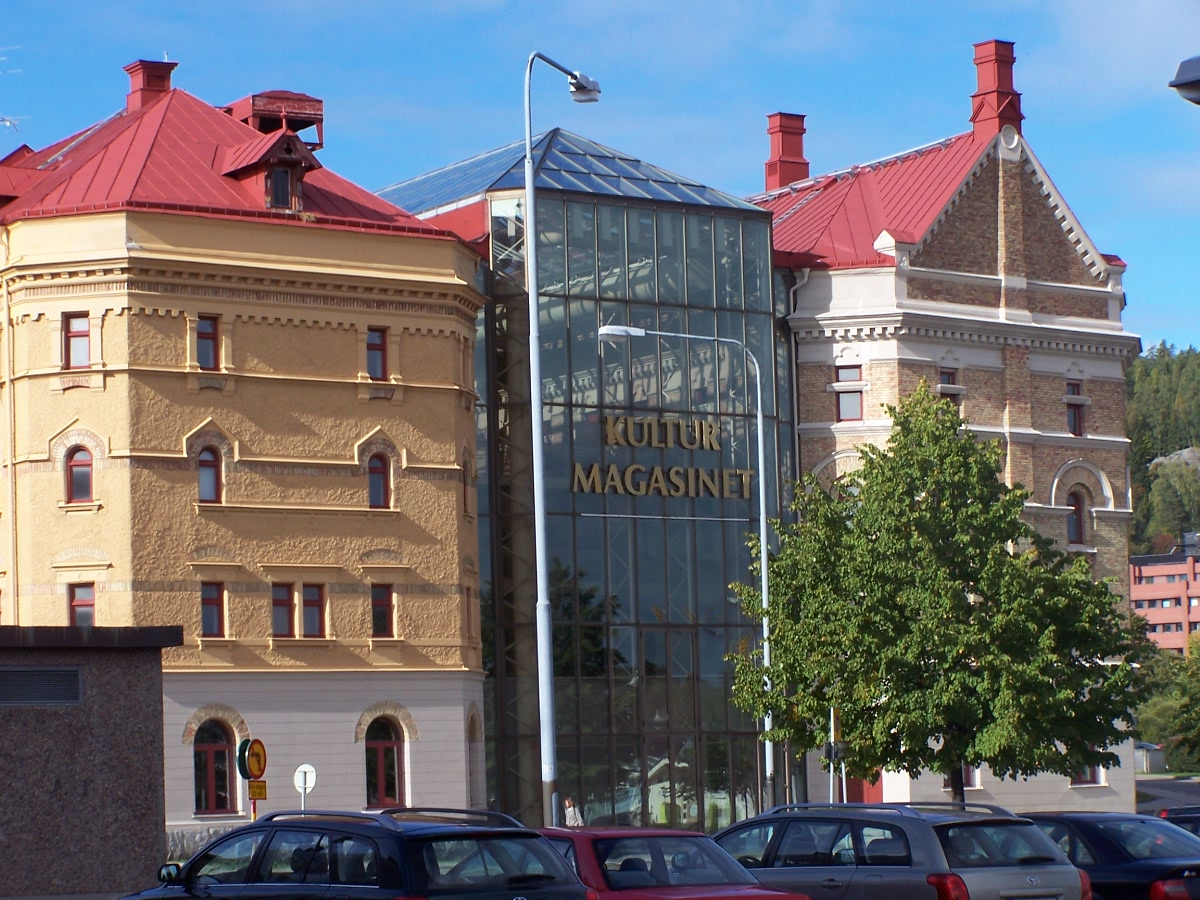
Sundsvalls museum, Kulturmagasinets östra fasad

Sundsvalls museum är ett svenskt kommunalt museum i Sundsvall.
Museet grundades i det före detta Riksbankshuset 1956 och flyttades 1986 till de nuvarande lokalerna i Kulturmagasinet, som är en modern sammanbyggning av åtta hamnmagasin från 1890-talet. Museet är inriktat på senare tiders stads-, regions- och kulturhistoria, men en betydande del utgörs också av en konstavdelning med en stor samling framför allt nyare svensk konst.
Fotomuseet Sundsvall är en del av Sundsvalls museum och producerar utställningar med främst dokumentärt fotografi. Här inryms också en av världens största samlingar av kameror med tillbehör. Fotomuseet samarbetar med utbildningar i regionen och i kontakt med hela Europas fotografiska värld.
En separat del ligger någon mil söder om Sundsvall, Svartviks industriminnen, med minnen från 170 års industriell verksamhet.
Svartvik var en gång ett av de många sågverks- och massaindustrisamhällena i Sundsvallsregionen, och är i dag  en av regionens få bevarade industrimiljöer och dess kulturarv i Västernorrland.
Sundsvalls museum mottog 1989 utmärkelsen European Museum of the Year Award.

## Fotomuseet
Fotomuseet är en del av Sundsvalls museum.